# Становецька сільська рада
Станове́цька сільська́ ра́да — адміністративно-територіальна одиниця та орган місцевого самоврядування у Глибоцькому районі Чернівецької області. Адміністративний центр — село Станівці.

## Загальні відомості
- Населення ради: 2 798 осіб (станом на 2001 рік)

## Населені пункти
Сільській раді підпорядковані населені пункти:
- с. Станівці

## Склад ради
Рада складається з 16 депутатів та голови.
- Голова ради: Жиряда Георгій Радович
- Секретар ради: Плантус Марія Тарасівна

### Керівний склад попередніх скликань
| Прізвище, ім'я, по батькові | Основні відомості                                                             | Дата обрання | Дата звільнення |
| --------------------------- | ----------------------------------------------------------------------------- | ------------ | --------------- |
| Жиряда Георгій Радович      | Сільський голова, 1967 року народження, освіта середня загальна, безпартійний | 26.03.2006   | 31.10.2010      |
| Жиряда Георгій Радович      | Сільський голова, 1967 року народження, освіта середня загальна, безпартійний | 31.10.2010   |                 |

Примітка: таблиця складена за даними сайту Верховної Ради України

### Депутати
За результатами місцевих виборів 2010 року депутатами ради стали:

#### За суб'єктами висування
| Суб'єкт висування | Кількість обраних депутатів | %   |
| ----------------- | --------------------------- | --- |
| Самовисування     | 16                          | 100 |

#### За округами
| № округу | Прізвище, ім'я, по батькові | Дата визнання обраним | Освіта             | Партійна приналежність | Відомості про обраного депутата                     |
| -------- | --------------------------- | --------------------- | ------------------ | ---------------------- | --------------------------------------------------- |
| 1        | Постевка Михайло Касіянович | 05.11.2010            | вища               | позапартійний          | тимчасово не працює                                 |
| 2        | Урсакі Домніка Мірчівна     | 05.11.2010            | середня спеціальна | позапартійна           | Становецька сільська рада, соціальний працівник     |
| 3        | Пуюл Дмитро Георгійович     | 05.11.2010            | середня            | позапартійний          | пенсіонер                                           |
| 4        | Постевка Якоб Мірчович      | 05.11.2010            | вища               | позапартійний          | Становецька загальноосвітня школа, вчитель          |
| 5        | Плантус Марія Тарасівна     | 05.11.2010            | середня            | позапартійна           | Становецька сільська рада, діловод                  |
| 6        | Штефкі Лариса Віссаріонівна | 05.11.2010            | середня            | позапартійна           | приватний підприємець                               |
| 7        | Паскар Сергій Ілліч         | 05.11.2010            | середня спеціальна | позапартійний          | приватний підприємець                               |
| 8        | Яценюк Віра Іллівна         | 05.11.2010            | середня спеціальна | позапартійна           | Становецька загальноосвітня школа, вчитель          |
| 9        | Плантус Василь Ілліч        | 05.11.2010            | середня            | позапартійний          | тимчасово не працює                                 |
| 10       | Яценюк Георгій Миколайович  | 05.11.2010            | середня            | позапартійний          | приватний підприємець                               |
| 11       | Загарюк Іван Васильович     | 05.11.2010            | середня            | позапартійний          | приватний підприємець                               |
| 12       | Постевка Ілля Іванович      | 05.11.2010            | вища               | позапартійний          | Становецька загальноосвітня школа, вчитель          |
| 13       | Постевка Лариса Іллівна     | 05.11.2010            | вища               | позапартійна           | Становецька загальноосвітня школа, вчитель          |
| 14       | Жиряда Іван Радович         | 05.11.2010            | середня            | позапартійний          | Становецький цегельний завод, начальник виробництва |
| 15       | Шова Георгій Костянтинович  | 05.11.2010            | середня            | позапартійний          | тимчасово не працює                                 |
| 16       | Вільчак Олімпія Тодорівна   | 05.11.2010            | середня            | позапартійна           | Становецька сільська рада, секретар                 |